# Monestir de la Gran Laura
El Monestir de la Gran Laura (en grec: Μεγίστη Λαύρα, Megísti Lávra), és un monestir ortodox del Mont Atos, el primer a ser-hi fundat i que ostenta el major nivell jeràrquic d'entre els 20 monestirs de l'Atos. El Mont Atos està inscrit a la llista del Patrimoni de la Humanitat des del 1988.
La història del monestir és la més completa respecte a la història dels altres monestirs, ja que els seus arxius històrics es van conservar gairebé intactes. És possible que l'estudi d'aquests arxius pugui contribuir a completar el coneixement de la història d'altres monestirs, els arxius dels quals es van perdre parcialment o totalment.

## Història
Fou fundat el 963 per Sant Atanasi l'Atonita, amb el suport de l'emperador Nicèfor II, i es troba al sud-est de la muntanya sagrada, a 160 metres d'altitud. A l'emplaçament del monestir, hi havia una de les antigues ciutats de la península d'Atos, (potser Akrothooi). Nikefor havia promès a Athanasius que aviat es convertiria en un monjo de Gran Lavra però les circumstàncies i la seva mort van cancel·lar aquests plans. No obstant això, una subvenció imperial permanent, que va ser doblada per Joan I Tsimiscés, va permetre la integració dels edificis. Els emperadors van donar també el Gran Lavra moltes altres terres de propietat incloent l'illa d'Agios Efstratios i el Monestir de Sant Andreu a Tessalònica. Això va provocar el creixement dels monjos de 80 a 120.
Durant la construcció de l'església principal del conjunt (Katholikon), Sant Atanasi va perdre la vida juntament amb sis treballadors quan una de les cúpules va caure. Així, tot i que inicialment dedicada a l'Anunciació, al segle xv es va dedicar a Sant Atanasi.
El projecte d'edificació, segons la biografia d'Atanasi l'Atonita (segle xi), va començar amb la paret protectora i va continuar fins a l'església i les cel·les monàstiques. Després de la mort d'Atanasi, el monestir va continuar el seu funcionament normalment. Els emperadors van afavorir el seu desenvolupament i durant el segle xi hi havia 700 monjos, mentre que els monestirs més petits havien estat cedits a Great Lavra. Al segle xiv el monestir va patir, com tots els altres monestirs de la muntanya Atos, atacs de pirates i de la Gran Companyia Catalana. El resultat de la crisi va ser la formació d'una forma monàstica peculiar, l'Idiorrítmica, malgrat les objeccions de l'Església oficial i dels emperadors. L'any 1574, el Patriarca d'Alexandria, Silvestre, va ajudar i el monestir va operar de nou sota el monaquisme cenobita, però aviat el peculiar monaquisme propi es va tornar a introduir. L'any 1655, el Patriarca ortodox, que també es va convertir en monjo del monestir, va donar la seva fortuna personal per a la tornada a la vida cenobítica. Novament, aquests intents van ser insuficients i el peculiar estil monàstic va romandre fins al segle xx (1914), quan es van produir nous intents de retorn a la vida cenobítica però sense resultats. Des del 1980 el monestir ha estat cenobític.

## Edificis
L'església principal (Katholikon) va ser construïda per Sant Atanasi, que va perdre la vida juntament amb altres 6 treballadors quan un dels cúpules va caure durant la construcció. L'estil arquitectònic del temple es caracteritza per les dues grans àrees del cor i la pregària. Aquest estil es va consagrar i va ser copiat pels altres monestirs. Els frescos van ser realitzats en 1535 pel gran pintor Teòfanes. No obstant això, el nàrtex va ser pintat el 1854.
Al nord del nàrtex, hi ha la capella dels Quaranta Màrtirs de Sebaste en la qual hi ha la tomba d'Atanasi. Al sud del liti, hi ha la capella de Sant Nicolau, pintada per Franco Cantellano el 1560. La trapeza, situada davant de l'entrada central, té una forma de creu i és la més gran del mont Atos. El seu interior està ple de frescos, pintats per Teòfanes de Creta o la seva escola.

## Tresors de l'art
La biblioteca del monestir es troba darrere de l'església principal. Conté 2.116 manuscrits grecs i 165 còdexs. Entre ells manuscrits uncials del Nou Testament: Codex Coislinianus, Codex Athous Lavrensis, Uncial 049, Uncial 0167, i les minúscules del Nou Testament 1073, 1505, 2524, 1519. També hi ha més de 20.000 llibres impresos i uns 100 manuscrits en altres llengües. La col·lecció és una de les col·leccions més riques de manuscrits grecs del món.
La sagristia està darrere de l'església principal del monestir. Alguns dels artefactes més importants són un manuscrit d'un evangeli amb una coberta d'or que és un regal de Nikephoros II Phokas I als monjos des d'Atanasius. També hi ha 2.500 icones que cobreixen tota la història d'hagiografia del segon mil·lenni.

## Galeria

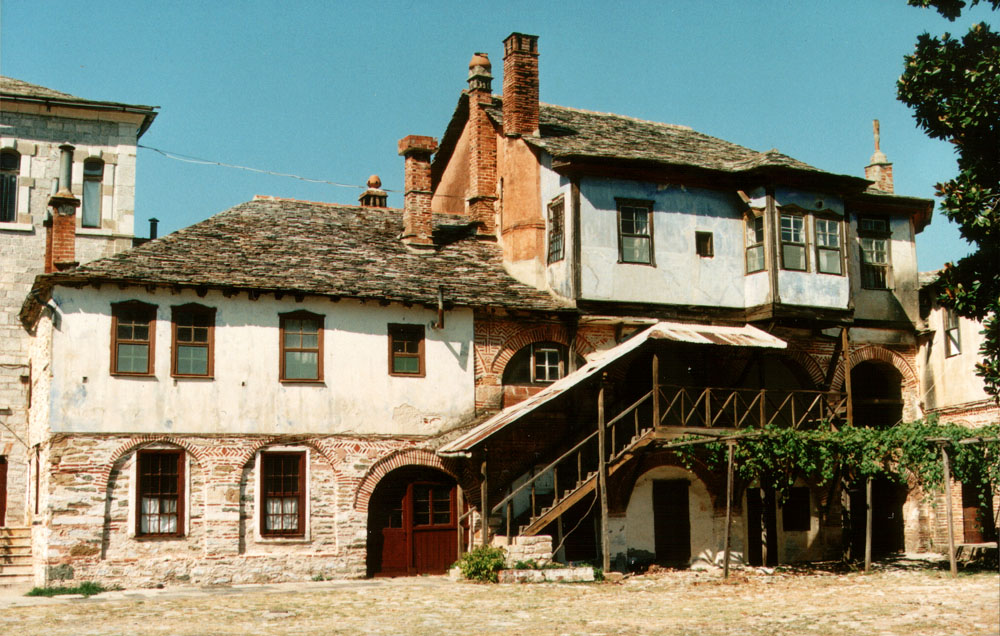
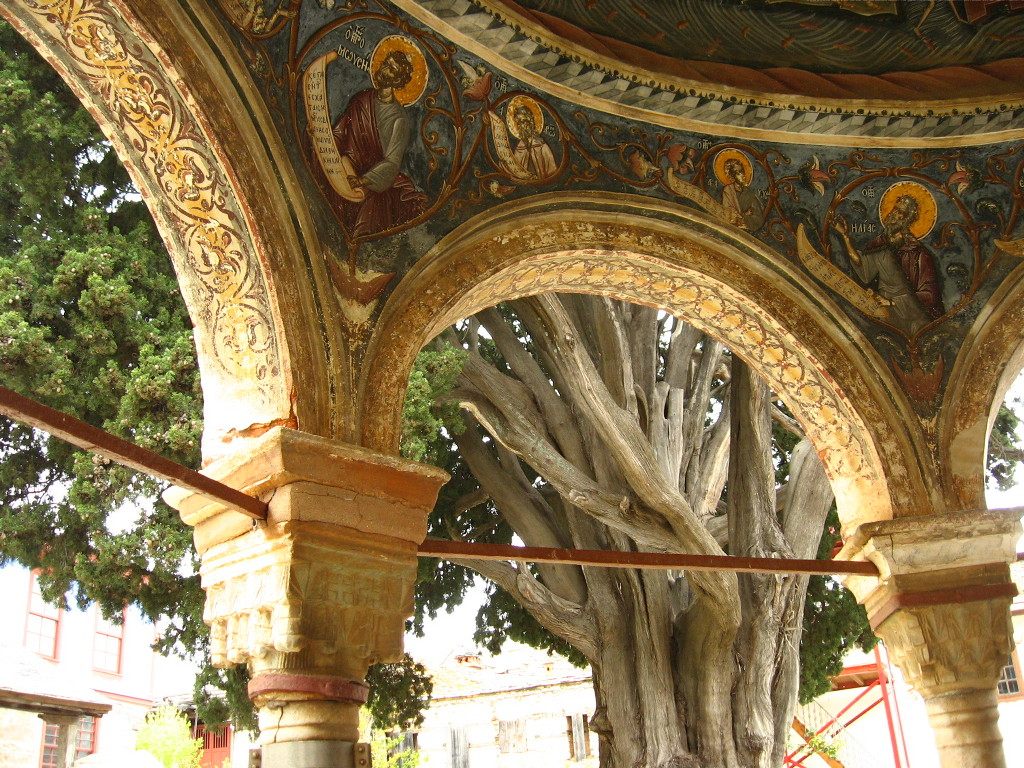
Xiprer de Sant Atanasi, vist des de l'entrada a l'església de Gran Lavra. Es diu que té més de 1000 anys.
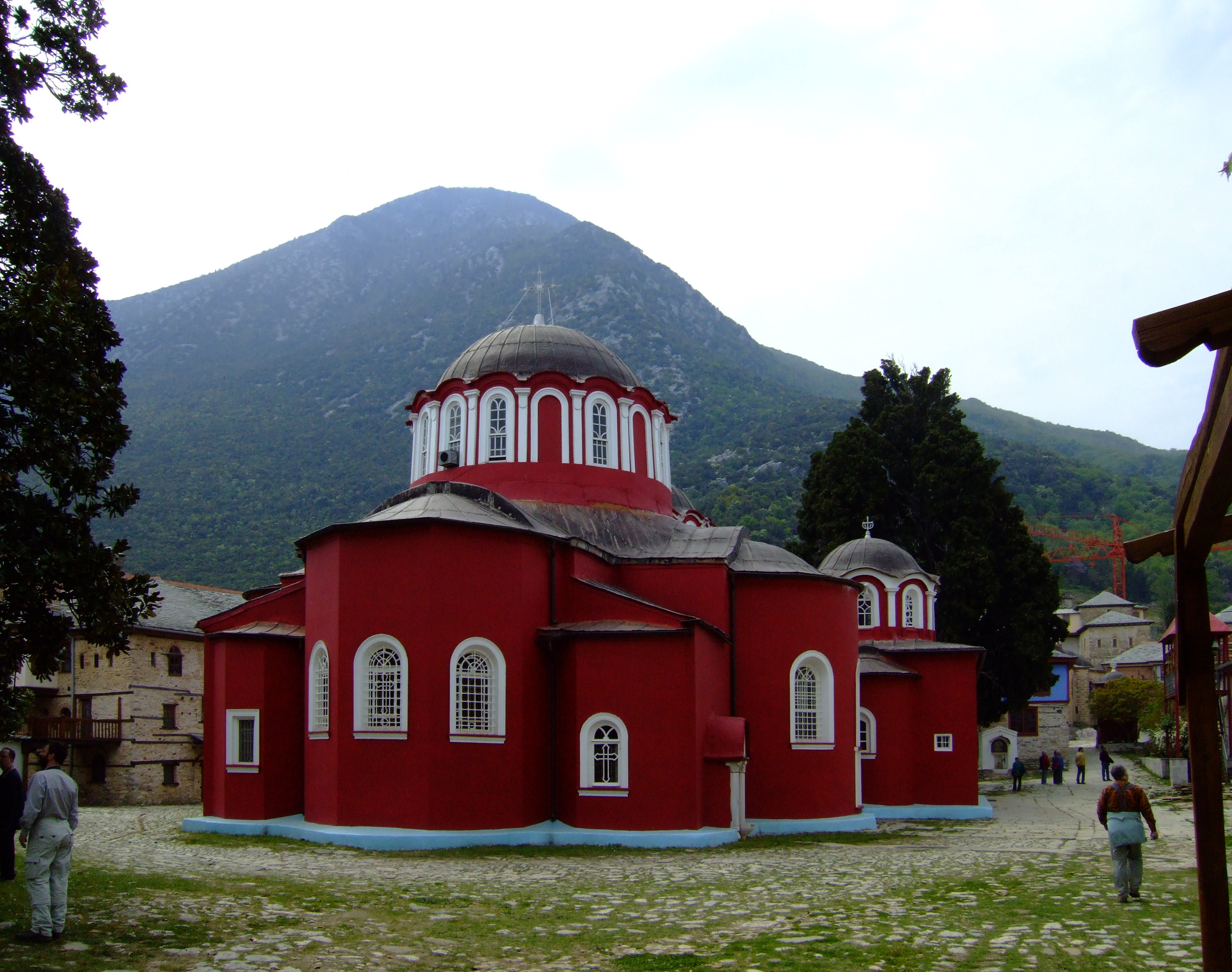
Església principal del monestir.